# أندرانيك هاكوبيان
أندرانيك هاكوبيان (مواليد 6 أكتوبر 1981) هو ملاكم أرميني، مثّل بلاده في الألعاب الأولمبية الصيفية في دورتي 2008 و2012.

## روابط خارجية
أندرانيك هاكوبيان على موقع أوليمبيديا (الإنجليزية)